# توماس إي. جونستون
توماس إي. جونستون (بالإنجليزية: Thomas E. Johnston)‏ هو قاضي ومحامي أمريكي، ولد في 1967 في تشارلستون في الولايات المتحدة.